# فينسون هاميلتون
فينسون هاميلتون (بالإنجليزية: Venson Hamilton)‏ مواليد 11 أغسطس 1977 في فورست سيتي، هو لاعب كرة سلة أمريكي. بدأ مسيرته الاحترافية في سنة 1999. تم اختياره من قبل فريق هيوستن روكتس خلال الدرافت. يبلغ طوله 6 قدم 9.5 بوصة (2.1 م).

## المسيرة الاحترافية
لعب مع باسكت نابولي في موسم 1999–2000، ثم لعب مع أسكو غدينيا في موسم 2000–2001، ثم لعب مع فيرارا في الدوري الإيطالي في موسم 2001–2002، ثم لعب مع تنريفي في الدوري الإسباني في موسم 2002–2003، ثم لعب مع بلباو باسكت في موسم 2003–2004، ثم لعب مع جوفينتوت بادالونا في الدوري الإسباني في موسم 2004–2005، ثم لعب مع ريال مدريد لكرة السلة من سنة 2005 إلى 2009، ثم لعب مع سي بي غران كناريا في الدوري الإسباني في سنة 2011.

## روابط خارجية
- فينسون هاميلتون على موقع الدوري الأوروبي لكرة السلة (الإنجليزية)
- فينسون هاميلتون على موقع سبورتس رفرنس (الإنجليزية)
- فينسون هاميلتون على موقع الدوري الإسباني لكرة السلة (الإسبانية)
- فينسون هاميلتون على موقع كرة السلة الأوروبية.كوم (الإنجليزية)
- فينسون هاميلتون على موقع كلية كرة السلة في سبورتس رفرنس.كوم (الإنجليزية)
- فينسون هاميلتون على موقع ريلجم (الإنجليزية)
- فينسون هاميلتون على موقع بروبوليرز (الإنجليزية)
- فينسون هاميلتون على موقع سبورتس رفرنس (الإنجليزية)